# Альсибар, Хосе де

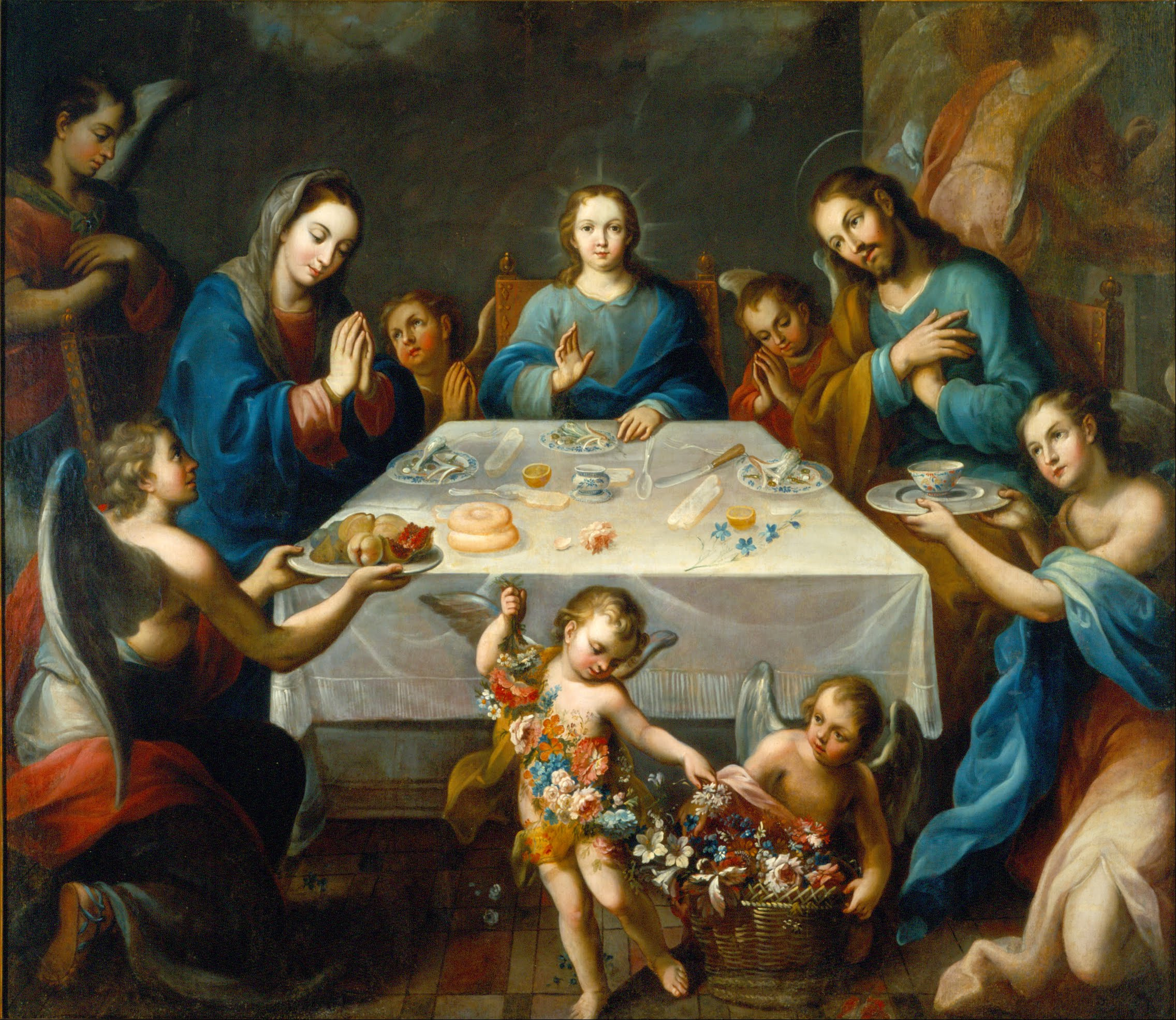
Хосе де Альсибар — Благословение трапезы

Хосе де Альсибар, или Альсибар (1725/30 — 1803, Мехико) — мексиканский художник баскского происхождения, писавший картины с 1751 по 1801 год, в основном в религиозном, но иногда также в бытовом жанре.

## Биография
Возможно он был учеником Хосе де Ибарра. Известно, что Альсибар работал в студии Мигеля Кабреры.
Был одним из основателей и профессором Королевской академии искусств Сан-Карлос в 1784 году и участвовал в её деятельности до своей смерти. Большинство его работ представляли собой картины на религиозные сюжеты, в том числе иконы для церквей, а также портреты известных людей. Было известно, что он принимал активное участие во всех культурных мероприятиях города[уточнить].
Создание Академии привлекло в Мексику художников, получивших образование в Испании, таких как Хинес Андрес де Агирре и Косме де Акунья, которые оказали сильное влияние на местные стили.
Среди его религиозных работ — пять алтарей в часовне Сан-Николас Толентино в Королевской больнице для индейцев, сооружение которых было завершено в 1781 году. Пять лет спустя он написал два полотна для вымпелов Галисийских братьев, у которых был алтарь в часовне монастыря Сан-Франциско в Мексике. Одна из его самых известных работ, Поклонение волхвов-королей (1775 г.), хранится в ризнице Храма святого Марка в Агуаскальентесе
Среди его работ портреты вице-короля Антонио Марии де Букарели в Темпло-де-ла-Професа и епископа Антонио де Сан-Мигеля, последний в настоящее время находится в Региональном музее Мичоакана.

## Галерея

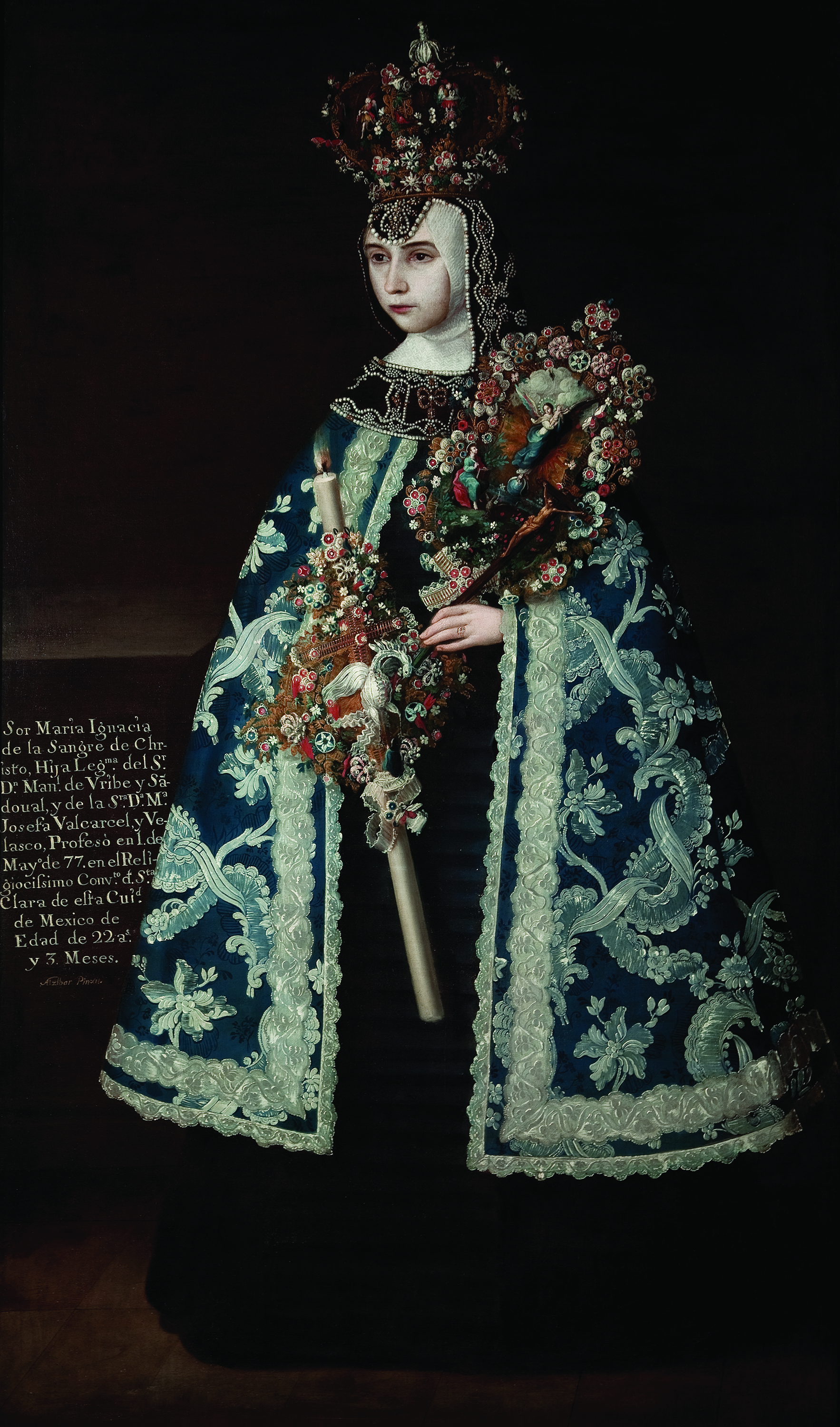
Сестра Мария Игнасия де ла Сангре де Кристо
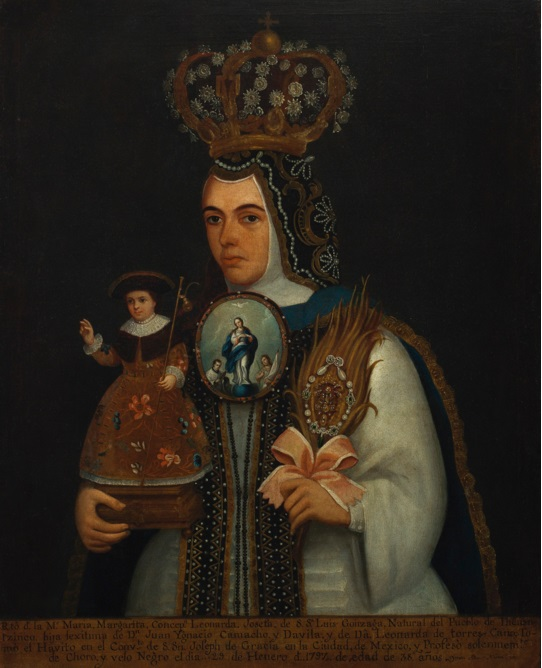
Сестра Мария Маргарита Леонарда Хосефа де Сан Луис Гонсага
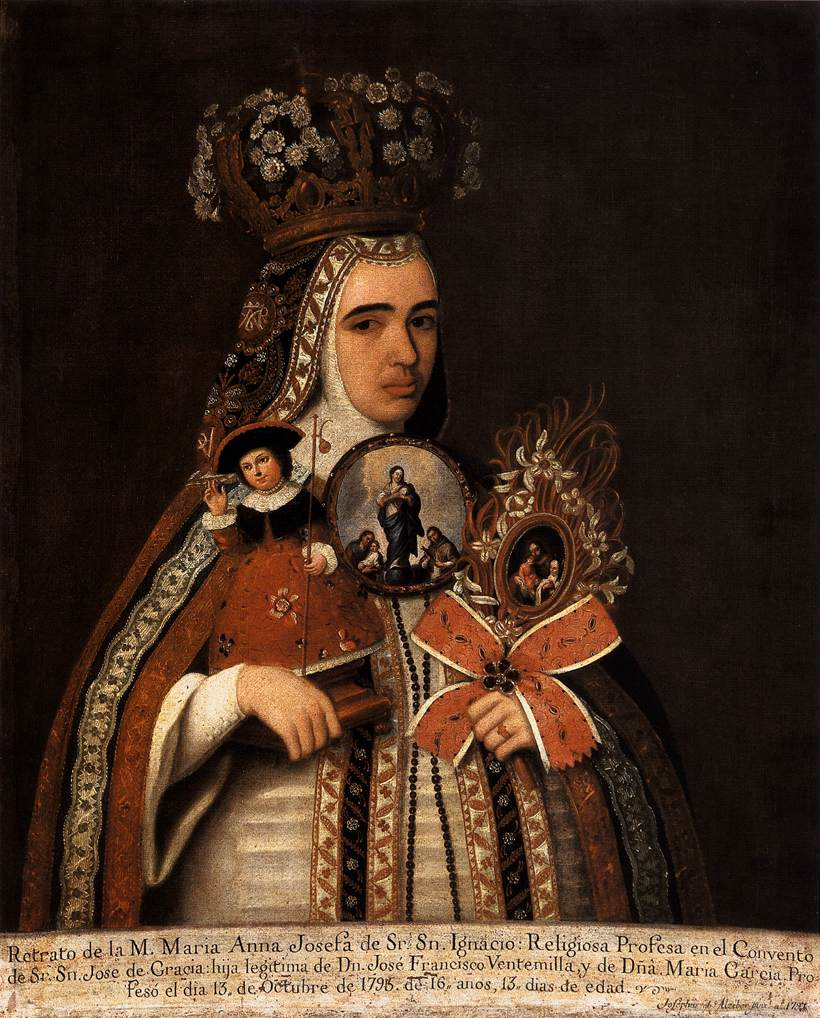
Сестра Мария Анна Хосефа
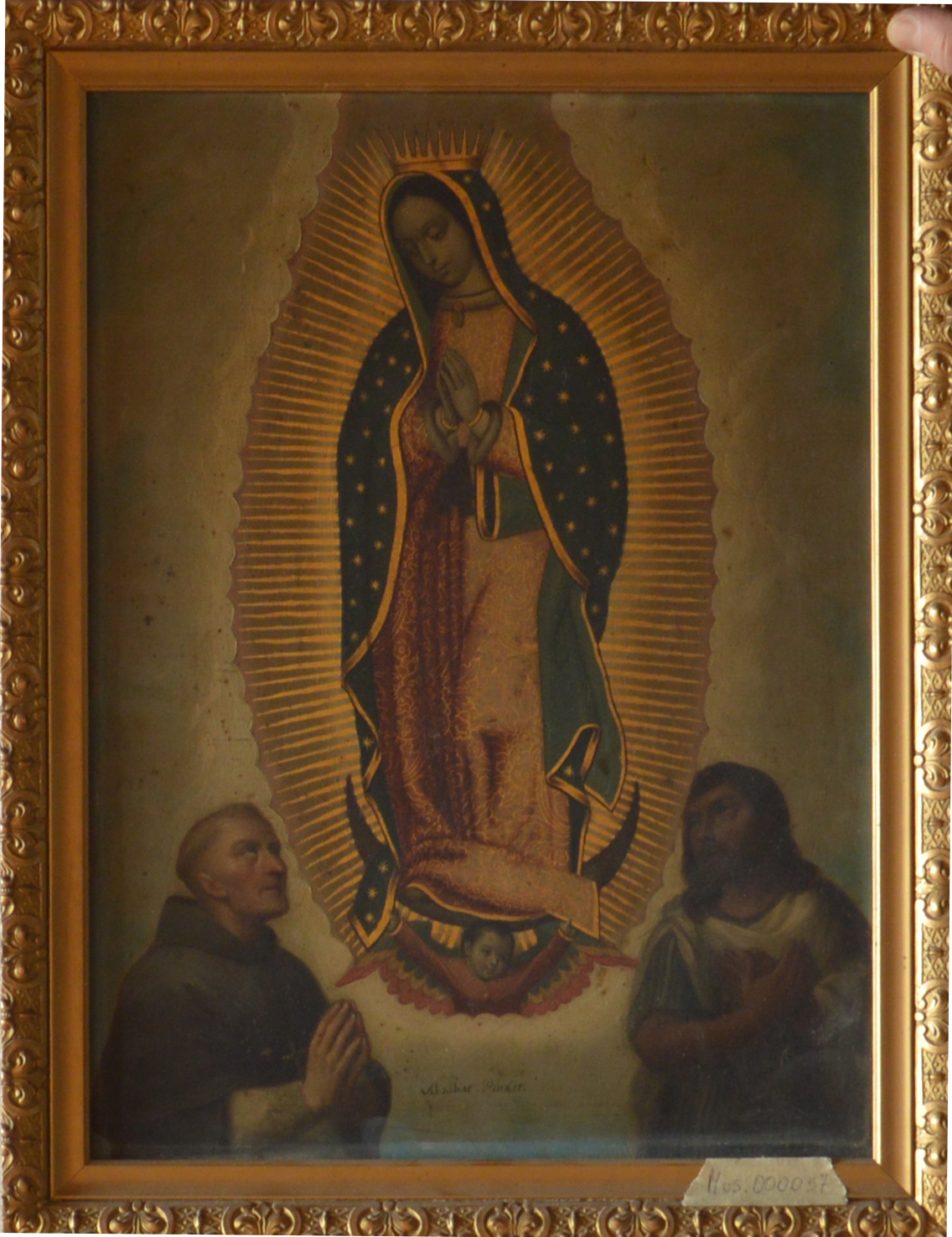
Святая Дева Гвадалупе